# R-Zone
R-Zone är en bärbar spelkonsol tillverkad av Tiger Electronics. Den lanserades 1995.
Den ursprungliga spelmaskinen hade hörlurar samt separata, batteridrivna, kontroller. Varje spelkassett hade sin egen LCD-skärm. Den ursprungliga desginen anses allmänt ha varit inspirerad av Nintendos Virtual Boy.

### Fotnoter
1. 1 2  Tiger's R-Zone: The Ultimate Eye Strain Device
2. ↑  Tiger R-Zone on Strange (and Rare) Videogame Pics Page